# ニーコ
ニーコ（1983年10月28日 - ）は、日本の女性ファッションモデル、声優、歌手、女優、ブランドディレクター。兵庫県尼崎市生まれ、大阪府枚方市育ち（プロフィール上は大阪出身と表記されることが多い）。アクロスエンタテインメント所属。
本名、西萩 五十鈴（）。バンタンデザイン研究所ヘアメイク科卒業。以前はソニー・ミュージックアーティスツ、アソビシステムにクリエイターとして所属していた。
主な代表作に『家庭教師ヒットマンREBORN!』（リボーン）などがある。

## 略歴
2001年、雑誌の読者モデルでデビュー。
2010年、自身のオリジナルブランド『SHAMPOOOOO』を立ち上げる。
2015年2月、自身のブログで結婚と妊娠を発表。8月2日に第1子の男児を出産。
2022年1月6日、芸能事務所アクロスエンタテインメントに所属。
現在はモデル・声優・アーティスト・女優・MC・クリエイターなど、マルチに活動している。

### 音楽業
2003年より3年間、インディーズバンド『SLIP』でボーカルを務める。
2008年、ガガガSPのメンバーとロックバンド『青春シャンプー』を結成しボーカルとしてCDデビュー。

### 役者業
2006年、声が非常に個性的であったことから、テレビアニメ『家庭教師ヒットマンREBORN!』でリボーン役に抜擢され、声優として活動を開始する。
2011年、ニーコの声優としての実体験を元にしたミュージカル『ニコニコニーコ』で主役のニーコ・ニシハギウス役を演じた。

## 出演
太字はメインキャラクター。

### テレビアニメ
2006年
- 家庭教師ヒットマンREBORN!（2006年 - 2010年、リボーン）

2007年
- ゴーストハント（克己の憑依霊）

2013年
- 超次元ゲイム ネプテューヌ THE ANIMATION（ワレチュー）

2014年
- あいまいみー シリーズ（2014年 - 2017年、ちょぼ先生） - 2シリーズ
- がんばれ!おでんくん（なるとちゃん）
- にゃんぷくにゃるま（しろ）
- 猫のダヤン（2014年 - 2016年、三人の魔女） - 3シリーズ

2015年
- ハッピージョージ（ポニーテール）
- 不思議なソメラちゃん（ちょぼ先生）

2016年
- ちょびっとづかん（リトルハナガシラ）
- 魔法つかいプリキュア!（2016年 - 2025年、チクルン） - 2シリーズ

2017年
- エルドライブ【ēlDLIVE】（ハリー）
- デジモンユニバース アプリモンスターズ（マリペロ）
- 人妻つぶ子（つぶ子）

2018年
- SNSポリス（梯蘭）

2021年
- おじゃる丸（ももー）

2023年
- デュエル・マスターズ WIN 決闘学園編（P・P・P・P）

2024年
- お買いものパンダ!（小パンダ）
- 鴨乃橋ロンの禁断推理（マイロ〈テディベア〉）

2025年
- LAZARUS ラザロ（リン）

### 劇場アニメ
- ダヤンとジタン（2019年、三人の魔女[16]）

### OVA
- 家庭教師ヒットマンREBORN! ジャンプスーパーアニメツアー2009 ボンゴレ式修学旅行、来る! THE COMPLETE MEMORIAL（2009年、リボーン）

### ゲーム
2007年
- 家庭教師ヒットマンREBORN!DS 死ぬ気MAX!ボンゴレカーニバル!!（リボーン）
- 家庭教師ヒットマンREBORN!DS フレイムランブル骸強襲!（リボーン）
- 家庭教師ヒットマンREBORN! ドリームハイパーバトル!（リボーン）
- 家庭教師ヒットマンREBORN!DS フレイムランブル 開炎 リング争奪戦!（リボーン）
- 家庭教師ヒットマンREBORN! Let's暗殺!? 狙われた10代目!（リボーン）

2008年
- 家庭教師ヒットマンREBORN!DS ボンゴレ式 対戦バトルすごろく（リボーン）
- 家庭教師ヒットマンREBORN!DS フェイトオブヒート 炎の運命（リボーン）
- 家庭教師ヒットマンREBORN!DS フレイムランブル超 燃えよ未来（リボーン）
- 家庭教師ヒットマンREBORN! バトルアリーナ（リボーン）
- 家庭教師ヒットマンREBORN! 狙え!? リング×ボンゴレトレーナーズ（リボーン）
- 家庭教師ヒットマンREBORN! 禁断の闇のデルタ（リボーン）
- 家庭教師ヒットマンREBORN!DS マフィア大集合!ボンゴレフェスティバル!!（リボーン）

2009年
- 家庭教師ヒットマンREBORN! フレイムランブルX 未来超爆発（リボーン）
- サイキン恋シテル?（なんでん）

2010年
- 家庭教師ヒットマンREBORN! フェイトオブヒート3 雪の守護者来襲!（リボーン）
- 家庭教師ヒットマンREBORN! 絆のタッグバトル（リボーン）
- 家庭教師ヒットマンREBORN! フレイムランブルXX 超決戦！真6弔花（リボーン）

2011年
- 超次元ゲイム ネプテューヌmk2（ワレチュー）

2012年
- 神次元ゲイム ネプテューヌV（ワレチュー）

2014年
- グランブルーファンタジー（2014年 - 2022年、エルメラウラ）
- ジェイスターズ ビクトリーバーサス（リボーン）
- 超次次元ゲイム ネプテューヌRe;Birth2 SISTERS GENERATION（ワレチュー）
- 超次元アクション ネプテューヌU（ワレチュー）
- 神次次元ゲイム ネプテューヌRe;Birth3 V CENTURY（ワレチュー）

2015年
- 新次元ゲイム ネプテューヌVII（ワレチュー）

2017年
- 四女神オンライン CYBER DIMENSION NEPTUNE（ワレチュー）

### 吹き替え
- エリアス ちいさなレスキューせん（2009年、ヘリナー）

### テレビドラマ
- パセリ（2007年、ニーコ ※本人役）

### テレビ番組
- 戦え!キャプテンボニータ #9（2008年11月13日、チャンネルNECO）
- サンデージャポン（2010年5月9日・16日、TBS）
- OKINAWA KAWAii!! Channnel!!（2014年4月8日 - 、RBC） - 天の声
- ハナコ書店（2022年1月8日 - 、テレビ愛知） - ナレーター

### ウェブ番組
- SingLike!（2022年5月20日・7月29日、YouTube）

### CM
- グリコ 朝食りんごヨーグルト（2010年、BGM）

### デジタルコミック
- VOMIC 家庭教師ヒットマンREBORN!（2011年、リボーン）
- DomixモーションコミックLIVE7『ザ・ベスト』地獄少女エンジュちゃん（2018年、エンジュ[23]）

### 舞台
- マリア・マグダレーナ再来日公演『マグダラなマリア』〜マリアさんは二度くらい死ぬ！オリエンタルサンシャイン急行殺人事件〜（2009年11月19日、サンシャイン劇場） - 日替わりゲスト・アンジェラ 役
- ニコニコミュージカル - ニーコ・ニシハギウス 役
  - ニコニコニーコ（2011年3月17日 - 27日、シアターグリーン）
  - 5(FIVE)王子とさすらいの花嫁 〜ニコニコニーコ・due〜（2011年9月1日 - 9日、全労済ホール スペースゼロ）
- ロッキー・ホラー・ショー（2011年12月9日 - 25日、KAAT神奈川芸術劇場 ホール / 12月31日 - 2012年1月4日、キャナルシティ劇場 / 2012年1月13日 - 22日、シアターBRAVA! / 1月27日 - 2月12日、サンシャイン劇場） - コロンビア 役
- 短い演劇推進委員会『ハックルベリーにさよならを』（2013年12月24日 - 28日、劇場MOMO） - アベチカコ 役
- すべての犬は天国へ行く（2015年10月1日 - 12日、AiiA 2.5 Theater Tokyo） - リトルチビ 役[24]
- ミュージカル「監獄学園」PRISON SCHOOL（2018年1月31日 - 2月4日、ザ・ポケット） - 花 役
- 家庭教師ヒットマンREBORN! - リボーン 役[25]
  - the STAGE（2018年9月21日 - 30日、天王洲 銀河劇場 / 10月3日 - 6日、メルパルクホール大阪）
  - the STAGE -vs VARIA part I-（2019年6月14日 - 23日、シアター1010 / 6月27日 - 30日、柏原市民文化会館 リビエールホール）[26]
  - the STAGE -vs VARIA part II-（2020年1月6日 - 13日、天王洲 銀河劇場 / 1月17日 - 19日、梅田芸術劇場 シアター・ドラマシティ）
  - the STAGE -隠し弾（SECRET BULLET）-（2020年11月7日 - 15日、天王洲 銀河劇場 / 11月19日 - 22日、京都劇場）
  - the STAGE -episode of FUTURE- 前編（2021年7月16日 - 22日、天王洲 銀河劇場 / 8月6日 - 8日、サンケイホールブリーゼ）
  - the STAGE -episode of FUTURE- 後編（2021年7月28日 - 8月1日、天王洲 銀河劇場）
- お暇をどうぞ（2024年11月、シアターサンモール）[27]

## 作品

### CD

#### 本人名義
- 筋肉少女帯アルバム「蔦からまるQの惑星」（コーラス参加）
- ロッキー・ホラー・ショー ジャパニーズ・キャスト・オリジナル・サウンドトラック

#### 青春シャンプー
- 1st mini Album『青春シャンプー』
- 2nd mini Album『☆☆☆』
- 1st Full Album『エキセントリック・ラブ』

#### キャラクターソング
- 家庭教師ヒットマンREBORN!シリーズ（リボーン）
  - 家庭教師ヒットマンREBORN! ボンゴレファミリー総登場!死ぬ気で語れ!そして歌え!
  - 家庭教師ヒットマンREBORN! 公式キャラソンSINGLE大全集ボンゴレファミリー・うたのカルネヴァーレ
  - 家庭教師ヒットマンREBORN! 公式キャラソンSINGLE大全集2〜ボンゴレファミリーうたのカルネヴァーレ第2弾だ!!〜
  - 家庭教師ヒットマンREBORN! キャラクターアルバム SONG "RED" 〜famiglia〜
  - 家庭教師ヒットマンREBORN! 公式キャラソンSINGLE大全集3
  - 家庭教師ヒットマンREBORN! 公式キャラソン大全集 究極CD匣
  - 家庭教師ヒットマンREBORN! キャラデュエットシングル かてきょー音頭
  - 家庭教師ヒットマンREBORN! キャラクターソングCDシリーズ第2弾 コスプレパーチー
  - 家庭教師ヒットマンREBORN! キャラクターシングルCDシリーズ第3弾 俺からのメッセージ

### DVD
- 家庭教師ヒットマンREBORN!コンサート
  - 家庭教師ヒットマンREBORN! 最強のカルネヴァーレ2008 ～in 中野サンプラザ～ リボーン コンサート
  - 家庭教師ヒットマンREBORN! 最強のカルネヴァーレ2009 －横浜にヴァリアー現る－
  - 家庭教師ヒットマンREBORN! ボンゴレ最強のカルネヴァーレ3 ～白蘭・入江参戦! in東京・名古屋・神戸～ コンプリートDVD
  - 家庭教師ヒットマンREBORN! ボンゴレ最強のカルネヴァーレ3 ～白蘭・入江参戦! in東京～
  - 家庭教師ヒットマンREBORN! ボンゴレ最強のカルネヴァーレ in 台湾
  - 家庭教師ヒットマンREBORN! ボンゴレ最強のカルネヴァーレ4 RED
  - 家庭教師ヒットマンREBORN! ボンゴレ最強のカルネヴァーレ4 BLUE
  - 家庭教師ヒットマンREBORN! ボンゴレ究極のカルネヴァーレ!!!!!
- ニコニコミュージカル『ニコニコニーコ』
- マリア・マグダレーナ再来日公演『マグダラなマリア』〜マリアさんは二度くらい死ぬ！オリエンタルサンシャイン急行殺人事件〜

### シリーズ一覧
1. ↑  第1作（2016年 - 2017年）、第2作『魔法つかいプリキュア!!〜MIRAI DAYS〜』（2025年）